# 西蒙娜·扬
西蒙娜·扬，AM（英語：Simone Young，1961年3月2日—），澳大利亚指挥家。

## 生平
西蒙娜·扬出生于悉尼，父母分别来自爱尔兰和克罗地亚，五岁开始随祖母学习钢琴。 
从悉尼音乐学院作曲和钢琴专业毕业后，西蒙娜·扬于1985年在悉尼歌剧院开始指挥生涯，年仅24岁的她因同事告病而第一次登上指挥台。 
1986年，西蒙娜·扬获澳大利亚文化部提供的奖学金前往欧洲，1991年到科隆歌剧院工作，后在柏林国立歌剧院和拜罗伊特音乐节担任丹尼尔·巴伦博伊姆的助理，巴伦博伊姆在音乐界的广泛人脉让她声名鹊起，和她合作过的知名歌剧院和管弦乐团包括：皇家歌剧院、维也纳国立歌剧院、巴士底歌剧院、大都会歌剧院、柏林爱乐乐团、维也纳爱乐乐团、纽约爱乐乐团、慕尼黑爱乐乐团、德累斯顿国家管弦乐团等等。 
西蒙娜·扬历任卑尔根爱乐乐团首席指挥（1999－2002年）、悉尼歌剧院艺术总监（2001－2003年）、汉堡国立歌剧院音乐总监（2005－2015年），此外2006年起在汉堡音乐与戏剧学院担任教授。

## 延伸阅读
- Elke Mascha Blankenburg. . Hamburg: Europäische Verlagsanstalt. 2003: 226－234. ISBN 3-434-50536-9.
- Ralf Pleger. . Hamburg: Europäische Verlagsanstalt. 2006. ISBN 978-3-434-50599-0.